# Elaphoglossum polyblepharum
Elaphoglossum polyblepharum är en träjonväxtart som beskrevs av John T. Mickel. Elaphoglossum polyblepharum ingår i släktet Elaphoglossum och familjen Dryopteridaceae. Inga underarter finns listade.